# Distrikt Ntungamo
Ntungamo ist ein Distrikt (district) in Südwest-Uganda mit 540.800 Einwohnern. Wie fast alle Distrikte von Uganda ist er nach seinem Hauptort benannt.

## Geographie
Ntungamo grenzt an die Bezirke Kabale im Süden, Rukingiri im Westen, Bushenyi und Mbarara im Norden und Mbarara District im Osten sowie den Staaten Tansania und Ruanda im Südosten.
Der Igurua ist mit 1 852 m einer der höchsten Berge des Landes (vgl. Liste der Berge oder Erhebungen in Uganda).

## Politik

### Gliederung
Der Distrikt gliedert sich in drei Countys mit 13 Sub-Countys und einen Stadtrat (Ntungamo).
| County   | Sub-County                                                          |
| -------- | ------------------------------------------------------------------- |
| Ruhaama  | - Kahunga - Nyakyera - Rukoni - Ruhaama - Ntungamo T C - Rweikiniro |
| Kajara   | - Kibatsi S/C - Nyabihoko - Bwongyera - Ihunga                      |
| Rushenyi | - Kayonza - Ngoma - Rugarama - Rubaare                              |

## Bevölkerung

### Demographie
Im Distrikt leben 192.135 Männer (entspricht 41,7 %) und 206.189 Frauen (entspricht 58,3 %). 99,1 % der Bevölkerung von Ntungamo lebt auf dem Land und nur 0,9 % in der Stadt (Stand: Census 1991). Die Fruchtbarkeitsrate liegt bei sieben Kindern und die durchschnittliche Lebenserwartung bei 52 Jahren. Die Kindersterblichkeit liegt bei 9,7 % und die Sterblichkeitsrate bei 0,5 %.

## Wirtschaft und Infrastruktur

### Landwirtschaft
Haupterwerbszweig ist die Landwirtschaft, in der 85 % der Bevölkerung arbeiten. Vor allem Matooke und Bohnen werden angebaut. Kaffee bildet das wichtigste Getreide. Viehhaltung wird überwiegend in den Sub-Countys Ngoma, Rweikiniro, Rugarama, Rubaare und Rukoni.

### Verkehr
Der Distrikt hat zwei Hauptstraßen, davon eine asphaltiert. Er ist etwa sechs Autostunden von der Hauptstadt Kampala entfernt.

### Versorgung
Nur fünf der 14 Sub-Countys sind elektrifiziert.